# Alô, Mundo
Alô, Mundo! é o oitavo álbum de estúdio do cantor e compositor brasileiro Zeca Pagodinho, lançado em 1993. Com produção de Jorge Cardoso, foi o último trabalho do artista pela RCA Records.
A faixa "Cada um no seu cada um" foi incluída na trilha sonora da novela A Viagem, da TV Globo.

## Faixas
| N.º            | Título                                                                      | Compositor(es)                                                    | Duração |  |
| 1.             | "Cabelo no pão careca"                                                      | Barbeirinho do Jacarezinho / Rodi do Jacarezinho                  | 2:52    |  |
| 2.             | "Ai que saudade do meu amor"                                                | Arlindo Cruz / Zeca Pagodinho                                     | 2:48    |  |
| 3.             | "O salaminho"                                                               | Ratinho / Zeca Pagodinho                                          | 3:06    |  |
| 4.             | "Moenda velha"                                                              | Wilson Moreira / Zeca Pagodinho                                   | 3:04    |  |
| 5.             | "Mandei um toque"                                                           | Espingarda de Xerém / Serginho Procópio / Zeca Pagodinho          | 2:32    |  |
| 6.             | "Cada um no seu cada um" (part. Ivan Milanez)                               | Carica / Prateado                                                 | 2:35    |  |
| 7.             | "Alô, mundo"                                                                | Sylvio da Silva                                                   | 3:43    |  |
| 8.             | "Frio de uma solidão"                                                       | Mauro Diniz / Zeca Pagodinho                                      | 3:27    |  |
| 9.             | "Jibóia comeu o boi"                                                        | Beto sem Braço / João Quadrado                                    | 3:45    |  |
| 10.            | "Mãos"                                                                      | Almir Guineto / Carlos Senna / Simões PQD                         | 4:16    |  |
| 11.            | "Velhas companheiras / Perdão meu bem / Vivo muito bem / Academia do Samba" | Monarco - Cartola - Alcides Lopes - Chico Santana                 | 4:40    |  |
| 12.            | "Parei e pensei"                                                            | Maurição / Marreco da Gávea / Robertinho Devagar / Souza do Banjo | 3:24    |  |
| 13.            | "O elo"                                                                     | Serginho Meriti / Carlos Senna                                    | 0:32    |  |
| Duração total: | Duração total:                                                              | Duração total:                                                    | 40:52   |  |